# Thutmosis I
Thutmosis I eller Totmes I var en fornegyptisk farao och den tredje faraon i den artonde dynastin under tiden för Nya riket. Thutmosis I regerade 1504–1492 f.Kr..
Den kvinnliga faraon Hatshepsut var hans enda barn med hans första hustru, Ahmose. Thutmosis I fick även en son (med en bihustru, Mutnofret) som först efter giftermål med sin halvsyster Hatshepsut fick bestiga tronen som Thutmosis II men efter dennes tidiga död blev drottning Hatshepsut farao tillsammans med sin styvson Thutmosis III (son till hennes halvbror och make Thutmosis II samt dennes bihustru Isis). 
Thutmosis I gjorde kampanjer i Syrien vilket öppnade upp för kontakter med Asien. Genom hans politik blev riket en given del av det handelsnät som sedan länge var etablerat i det östra Medelhavsområdet och i allmänhet mer kosmopolitiskt. Han gjorde även militära kampanjer mot Nubien, vilket gav Egypten viktiga erövringar. Thutmosis I utförde även flera monument varav det största var templet i Karnak.
Thutmosis I begravdes sannolikt ursprungligen i KV20 i Konungarnas dal där även senare hans dotter Hatshepsut begravdes. Senare flyttade han av sitt barnbarn Thutmosis III till KV38 även om hans sarkofag står kvar i KV20. Sannolikt är det Thutmosis I:s mumie som 1881 hittades i TT320 efter att blivit flyttad dit under den tjugoandra dynastin